# Acacia pseudo-eburnea
Acacia pseudo-eburnea är en ärtväxtart som beskrevs av Stephen Troyte Dunn. Acacia pseudo-eburnea ingår i släktet akacior, och familjen ärtväxter. Inga underarter finns listade i Catalogue of Life.